# Горска глушина
Горската глушина (Vicia sepium) е многогодишно тревисто растение от семейство Бобови.

## Описание
На височина обикновено достига от 20 – 30 до 60, понякога 100 cm. Цветовете му са по 2 – 6 в къси гроздовидни съцветия, цветните дръжки са дълги до 2 mm, влакнести. Чашката е дълга до 10 mm, влакнеста до възгола, косо отсечена, венчето – 12 – 15 mm. Семената са гладки, с диаметър около 5 mm, зелени до кафяви, лещовидно кълбести. Цъфти в периода май – юли.
Вирее на надморска височина между 300 и 2200 m в сенчести храсталаци и гори.